# Walckenaeria ngorongoroensis
Walckenaeria ngorongoroensis este o specie de păianjeni din genul Walckenaeria, familia Linyphiidae, descrisă de Holm, 1984.
Este endemică în Tanzania. Conform Catalogue of Life specia Walckenaeria ngorongoroensis nu are subspecii cunoscute.